# USS Kyne (DE-744)
USS Kyne (DE-744) là một tàu hộ tống khu trục lớp Cannon từng phục vụ cùng Hải quân Hoa Kỳ trong Chiến tranh Thế giới thứ hai. Nó là chiếc tàu chiến duy nhất của Hải quân Hoa Kỳ được đặt cái tên này, theo tên Thiếu úy Hải quân Elden Francis Kyne (1910-1942), người từng phục vụ trên tàu tuần dương hạng nặng Astoria (CA-34) và đã tử trận trong trận chiến đảo Savo vào ngày 9 tháng 8, 1942. Nó đã phục vụ cho đến khi chiến tranh kết thúc, xuất biên chế năm 1946, nhưng được huy động trở lại vào năm 1950 và tiếp tục phục vụ huấn luyện dự bị cho đến năm 1960. Con tàu rút đăng bạ năm 1972 và bị bán để tháo dỡ một năm sau đó. Kyne được tặng thưởng sáu Ngôi sao Chiến trận do thành tích phục vụ trong Thế Chiến II.

## Thiết kế và chế tạo
Lớp Cannon có thiết kế hầu như tương tự với lớp Buckley dẫn trước; khác biệt chủ yếu là ở hệ thống động lực Kiểu DET (diesel electric tandem). Các động cơ diesel đặt nối tiếp nhau dẫn động máy phát điện để cung cấp điện năng quay trục chân vịt cho con tàu. Động cơ diesel có ưu thế về hiệu suất sử dụng nhiên liệu, giúp cho lớp Cannon cải thiện được tầm xa hoạt động, nhưng đánh đổi lấy tốc độ chậm hơn.
Vũ khí trang bị bao gồm ba pháo 3 in (76 mm)/50 cal trên tháp pháo nòng đơn có thể đối hạm hoặc phòng không, một khẩu đội pháo phòng không Bofors 40 mm nòng đôi và tám pháo phòng không Oerlikon 20 mm. Vũ khí chống ngầm bao gồm một dàn súng cối chống tàu ngầm Hedgehog Mk. 10 (có 24 nòng và mang theo 144 quả đạn); hai đường ray Mk. 9 và tám máy phóng K3 Mk. 6 để thả mìn sâu. Con tàu vẫn giữ lại ba ống phóng ngư lôi Mark 15 21 inch (533 mm). Thủy thủ đoàn đầy đủ bao gồm 15 sĩ quan và 201 thủy thủ.
Kyne được đặt lườn tại xưởng tàu của hãng Western Pipe and Steel Company ở Los Angeles, California vào ngày 16 tháng 4, 1943. Nó được hạ thủy vào ngày 15 tháng 8, 1943, được đỡ đầu bởi bà Alma Marion Kyne, vợ góa Thiếu úy Kyne, và nhập biên chế cùng Hải quân Hoa Kỳ vào ngày 4 tháng 4, 1944 dưới quyền chỉ huy của Hạm trưởng, Trung tá Hải quân Alexander Jackson, Jr.

## Lịch sử hoạt động

### 1944 - 1946
Sau khi hoàn tất việc chạy thử máy tại vùng biển ngoài khơi bờ Tây Hoa Kỳ, Kyne khởi hành từ Los Angeles, California vào ngày 6 tháng 6, 1944 để gia nhập Hạm đội Thái Bình Dương. Sau khi tiếp tục huấn luyện tại vùng biển quần đảo Hawaii, nó khởi hành từ Trân Châu Cảng vào ngày 12 tháng 8, hộ tống bảo vệ một lực lượng vận chuyển tiếp liệu phục vụ cho hoạt động chiếm đóng quần đảo Palau. Con tàu rời Manus vào ngày 15 tháng 9 trong thành phần hộ tống một đoàn tàu chở quân và tiếp liệu, và cho đổ bộ lên Peleliu vào ngày 20 tháng 9. Nó lên đường ngay ngày hôm đó hộ tống một đoàn tàu vận chuyển thương binh Thủy quân Lục chiến quay trở về hậu cứ.
Trong ba tháng tiếp theo, Kyne tiếp tục các hoạt động hộ tống từ căn cứ Ulithi, hộ tống bảo vệ một đơn vị tiếp liệu hỗ trợ cho các hoạt động của các Lực lượng Đặc nhiệm 38 và 58. Rời Ulithi vào ngày 2 tháng 1, 1945, nó hộ tống bảo vệ một lực lượng tiếp liệu nhằm tiếp nhiên liệu hỗ trợ cho cuộc đổ bộ lên Luzon vào ngày 6 tháng 1. Con tàu tiếp tục ở lại khu vực Philippines cho đến khi quay trở về Ulithi vào ngày 21 tháng 1, nơi nó chuẩn bị cho cuộc đổ bộ tiếp theo lên Iwo Jima.
Hoạt động cùng các đơn vị hỗ trợ hậu cần, Kyne khởi hành từ Ulithi vào ngày 8 tháng 2, bảo vệ cho các tàu tiếp dầu hướng đến hòn đảo nhỏ thuộc nhóm quần đảo Kazan, vốn được cần đến như một chặng dừng phòng hờ cho những phi vụ không kích xuống chính quốc Nhật Bản bởi máy bay ném bom B-29 Superfortress xuất phát từ quần đảo Mariana. Sau khi việc bình định Iwo Jima kết thúc, con tàu quay trở về Ulithi vào ngày 5 tháng 3, để rồi lại lên đường vào ngày 25 tháng 3 hộ tống các tàu tiếp dầu đi sang Okinawa, nơi tiến hành chiến dịch đổ bộ tiếp theo. Chiếc tàu hộ tống khu trục hoạt động tuần tra và bảo vệ tại khu vực phụ cận Okinawa cho đến khi nơi đây được bình định, và quay trở về Ulithi vào ngày 21 tháng 5. 
Rời vịnh San Pedro, Philippines vào ngày 26 tháng 6, Kyne được điều sang Đệ Thất hạm đội để bảo vệ cho các tàu sân bay hộ tống làm nhiệm vụ hỗ trợ trên không cho cuộc đổ bộ lên Balikpapan, Borneo. Sau khi cuộc chiếm đóng hoàn tất, đến tháng 7, nó quay trở lại hoạt động cùng đội tiếp liệu trực thuộc Đệ Tam hạm đội, khi mọi nỗ lực của phe Đồng Minh giờ đây đặt trọng tâm vào các đảo chính quốc Nhật Bản.
Sau khi Nhật Bản chấp nhận đầu hàng vào ngày 15 tháng 8 giúp kết thúc cuộc xung đột, Kyne tiến vào vịnh Tokyo vào ngày 28 tháng 8 trong thành phần lực lượng chiếm đóng. Khi đã hoàn tất nhiệm vụ, nó khởi hành từ Yokosuka vào ngày 2 tháng 10 để bắt đầu hành trình quay trở về Hoa Kỳ, đi ngang qua Trân Châu Cảng, Long Beach, California và băng qua kênh đào Panama để về đến Philadelphia, Pennsylvania vào ngày 23 tháng 11. Con tàu được điều xuống phía Nam, đi đến Green Cove Springs, Florida, nơi nó được cho xuất biên chế vào ngày 14 tháng 6, 1946 và được đưa về Hạm đội Dự bị Đại Tây Dương.

### 1950 - 1960
Vào năm 1947, cho dù trên danh nghĩa vẫn nằm trong thành phần dự bị, Kyne được huy động vào vai trò tàu huấn luyện dự bị tại Fort Schuyler, New York. Nó được cho tái biên chế trở lại vào ngày 21 tháng 11, 1950 dưới quyền chỉ huy của Thiếu tá Hải quân Carl L. Scherrer, và được phân về Quân khu 3 Hải quân như một trò tàu huấn luyện cho Hải quân Dự bị Hoa Kỳ. Sau chín năm thực hiện những chuyến đi huấn luyện cho nhân sự Hải quân Dự bị, con tàu được cho xuất biên chế lần sau cùng vào ngày 17 tháng 6, 1960 tại New York, rồi được đưa về thành phần dự bị tại Philadelphia. Tên nó được cho rút khỏi danh sách Đăng bạ Hải quân vào ngày 1 tháng 8, 1972, và con tàu bị bán để tháo dỡ vào ngày 1 tháng 11, 1973.

## Phần thưởng
Kyne được tặng thưởng sáu Ngôi sao Chiến trận do thành tích phục vụ trong Thế Chiến II.
|  | Silver star |             |
|  |             | Bronze star |

| Huân chương Chiến dịch Hoa Kỳ           | Huân chương Chiến dịch Châu Á-Thái Bình Dương với 5 Ngôi sao Chiến trận | Huân chương Chiến thắng Thế Chiến II                        |
| Huân chương Phục vụ Chiếm đóng Hải quân | Huân chương Phục vụ Phòng vệ Quốc gia                                   | Huân chương Giải phóng Philippine với 1 Ngôi sao Chiến trận |